# Esthemopsis crystallina
Espèce
Esthemopsis crystallina est un insecte lépidoptère appartenant à la famille  des Riodinidae et au genre Esthemopsis.

## Dénomination
Esthemopsis crystallina a été décrit par Christian Brévignon et Jean-Yves Gallard en 1992.

## Écologie et distribution
Esthemopsis crystallina est présent en Guyane.